# Storia degli Stati Uniti d'America (Maurois)
Storia degli Stati Uniti: 1492-1946 (Histoire des États-Unis: 1492-1946) è un saggio di André Maurois del 1943.
Saggio scritto negli anni quaranta e successivamente aggiornato. Pubblicato in Italia da Mondadori in varie edizioni, ma non recentemente. È un'opera scritta con lo stile scorrevole ed avvincente caratteristico di questo autore. La narrazione comincia dall'età precolombiana per concludersi, nelle ultime edizioni, con gli anni precedenti la morte dell'autore avvenuta nel 1967. Vengono presi in esame con passione ed approfondimento, in un'opera pur sempre agile, gli aspetti economici, politici e sociali della nascita e sviluppo degli Stati Uniti. Il lettore potrà così rendersi conto di come sono nate e si sono sviluppate le istituzioni liberali della Repubblica Nordamericana.

## Edizioni
- (FR)  André Maurois, Histoire des États-Unis: 1492-1946, A. Michel, Paris ©1943

in italiano
- André Maurois; Storia degli Stati Uniti: 1492-1946, traduzione di Giorgio Monicelli, Mondadori, Milano 1953
- André Maurois, Storia degli Stati Uniti, A. Mondadori, Milano 1957